# 차일드 라이프
차일드 라이프(Child Life)는 1931년에서 1939년 사이에 프뢰벨 소사이어티 저널이었다. 그러나 이 저널은 1899년에서 1939년 사이에 프뢰벨 소사이어티 자체에서 반드시 지속적으로 발행되는 것은 아니며 항상 발행되는 것도 아니라고 보고되었다. 그 후속 저널은 국립 프뢰벨 재단 회보와 프뢰벨 저널이었다.